# دولت پوره
دولت پوره (به انگلیسی: Daulat Pura) یک شهرک در پاکستان است که در شهرستان چهارسده واقع شده‌است.